# Rhinolophus marshalli
Rhinolophus marshalli es una especie de murciélago de la familia Rhinolophidae.

## Distribución geográfica
Se encuentra en Laos, Malasia Peninsular, Tailandia y Vietnam.